# Francesc Casares i Potau
Francesc Casares i Potau (Tarragona, 22 de desembre de 1927 - Barcelona, 16 de novembre de 2016) fou un advocat laboralista català.

## Biografia
Es llicencià en Dret a la Universitat de Barcelona el 1950. El 1945 va formar part de l'organització clandestina Front Universitari de Catalunya i el 1951 va començar a exercir d'advocat i es va especialitzar en Dret Laboral, alhora que militava al Moviment Socialista de Catalunya. Fou membre del Col·legi d'Advocats de Barcelona des del 1951 i del Col·legi d'Advocats de Sabadell des de 1956.
Va orientar el seu despatx cap a la defensa de treballadors i, durant els anys de la dictadura franquista, a la defensa davant del Tribunal d'Ordre Públic dels perseguits en la lluita per les llibertats democràtiques. Fou empresonat el 1958 acusat d'associació il·lícita i propaganda il·legal. Va continuar realitzant la seva feina com a advocat laboralista, sempre amb plena coherència amb els ideals dels seus inicis professionals.
Va participar des dels seus inicis en les activitats de l'Associació per a les Nacions Unides, de la qual és President Honorari. També ha estat president de la Federació Catalana d'ONGs pels Drets Humans. Actualment és president de l'Associació Catalana de Juristes en defensa de la llengua pròpia. Vocal del Consell de Treball Econòmic i Social de Catalunya, forma part de la Junta Directiva de l'IRES (Institut per a la Reinserció Social).
A les eleccions al Parlament de Catalunya de 1980 i 1984 fou elegit diputat al Parlament de Catalunya dins les files del PSC-PSOE. Fou president de la Comissió de l'Estatut dels Diputats i Secretari de la Comissió d'investigació sobre l'assalt i el segrest del Banc Central de Barcelona (1980-1984), Secretari de la Comissió de l'Estatut dels Diputats (1984-1987)
L'any 2004 li ha estat atorgada la medalla d'honor del Col·legi d'Advocats de Barcelona i la Creu de Sant Jordi. L'any 2008 rebé la Medalla al treball President Macià.
El novembre de 2016 va publicar Compromís amb la justícia. Memòries d'un advocat laboralista (1958-1978), amb pròleg de José Antonio González Casanova.